# Jan I (burgrabia Norymbergi)
Jan I (burgrabia Norymbergi) (ur. około 1279, zm. 1300) – burgrabia Norymbergi w latach 1297–1300. Był piątym burgrabią norymberskim pochodzącym z rodu Hohenzollernów. 
Syn Fryderyka III (burgrabiego Norymbergi) i Heleny Saskiej. W 1297 ożenił się z Agnieszką Heską (zm. 1335).

## Zobacz
- Burgrabstwo Norymbergi